# Platymetopius quercinus
Platymetopius quercinus är en insektsart som beskrevs av Dlabola 1974. Platymetopius quercinus ingår i släktet Platymetopius och familjen dvärgstritar. Inga underarter finns listade i Catalogue of Life.